# Крик ужаса
«Крик ужаса» (англ. Cry Terror!) — нуаровый триллер режиссёра Эндрю Л. Стоуна, который вышел на экраны в 1958 году.
Фильм рассказывает о шантажисте (Род Стайгер), который требует от авиакомпании крупный выкуп, угрожая взорвать самолёт с пассажирами с помощью специально разработанной компактной бомбы. Сложным планом шантажиста предусматривается похищение разработчика этой бомбы (Джеймс Мейсон) вместе с малолетней дочерью, а также принуждение его жены (Ингер Стивенс) получить выкуп в банке.
Критики положительно оценили сильный актёрский состав, высокий темп повествования, хороший саспенс и натурные съёмки на улицах Нью-Йорка, при этом обратив внимание на неправдоподобие истории и большое количество случайных совпадений.

## Сюжет
В Нью-Йорке глава авиакомпании Twentieth-Century Airline Роджер Адамс (Карлтон Янг) получает письмо с угрозой взорвать в полёте один из самолётов компании в случае, если автору письма не будет выплачено полмиллиона долларов. Адамс немедленно вызывает начальника службы безопасности компании Прингла (Барни Филлипс), который в свою очередь ставит о письме в известность ФБР. В этот момент Адамсу по телефону звонит неизвестный, сообщая, что бомба представляет собой небольшую коробочку с гексогеном, которая спрятана в конкретном месте в самолёте, следующем рейсом из Лос-Анджелеса, который в данный момент летит из Чикаго в Нью-Йорк. После получения этой информации экипажу самолёта удаётся нейтрализовать бомбу. Тем временем эксперт по электронике Джим Молнер (Джеймс Мейсон) в своём небольшом магазинчике видит по телевидению новости, рассказывающие об обнаружении бомбы на борту самолёта. После сообщения о том, что бомба имеет размер сигаретной пачки и её главным ингредиентом является гексоген, небольшая доза которого способна взорвать весь самолёт, Джим приходит в сильное возбуждение. Когда далее сообщается, что в багажном отделении заложена ещё одна бомба, Джим пытается связаться по телефону с неким Полом Хоплином, и, выяснив, что тот сегодня выехал из гостиницы, быстро направляется домой. Самолёт безопасно приземляется в аэропорту Нью-Йорка, где его немедленно осматривают представители ФБР и других спецслужб. После эвакуации пассажиров их доставляют для проведения следственных действий в служебный корпус аэропорта в то время, как эксперты тщательно осматривают самолёт. Добравшись до дома, Джим включает телевизор, где показывают небольшую неразорвавшуюся бомбу, которую обнаружили в самолёте, после чего рассказывает своей жене Джоан (Ингер Стивенс), что бомбу сконструировал он. В этот момент раздаётся звонок в дверь, и в дом Молнаров заходит Пол Хоплин (Род Стайгер). Угрожая паре оружием, он останавливает бросающегося на него Джима, который говорит жене, что это Хоплин заложил бомбы в самолёт. Джим рассказывает, что во время войны Хоплин служил в отряде подрывников вместе с Джимом. Некоторое время назад Хоплин пришёл к Джиму с предложением разработать компактное мощное взрывное устройство для армии, уверив его, что благодаря своим связям организует ему правительственный контракт. Теперь, как заявляет Хоплин, он использовал это устройство в своих интересах, а Джим находится под угрозой ареста как создатель бомбы, так как власти непременно заподозрят его как минимум в соучастии в преступлении. Тем временем специальный агент ФБР Фрэнк Коул (Кеннет Тоби) с помощью экспертов и свидетелей устанавливает, что бомба находилась в багаже молодой красивой женщины, которая приобрела билет из Лос-Анджелеса в Нью-Йорк, но покинула самолёт в Чикаго. Вскоре преступник снова связывается с Адамсом по телефону, требуя разместить в газете платное объявление с определённым текстом, которое будет служить подтверждением того, что выкуп будет заплачен. Далее он сообщает, что ещё одна бомба была заложена в один из самолётов, который взорвётся в воздухе, если объявление не появится в газете. После напряжённой дискуссии представители компании и спецслужб принимают решение дать объявление в газете. С помощью пассажиров рейса удаётся составить фоторобот подозреваемой женщины, а рядом с её креслом в самолёте обнаружена жевательная резинка, которая отправлена на экспертизу на предмет идентификации личности по зубам. Дождавшись возвращения из школы Пэт (Терри Энн Росс), маленькой дочери Молнаров, Хоплин заставляет всю семью сесть в автомобиль, за рулём которого сидит его сообщник, бывший заключённый Стив (Нэвилл Брэнд). Хоплин отвозит Молнеров в специально арендованный богатый особняк, представляя им своих подручных — Винса (Джек Клагмен) и Айлин Келли (Энджи Дикинсон), фоторобот которой уже опубликован в газете. Увидев рекламное объявление, Хоплин заявляет, что Джоан поедет получать выкуп, угрожая ей жизнью Пэт, если она не будет выполнять его указания. Когда Джим и Джоан отказываются оставить Пэт одну, Хоплин приказывает Винсу и Келли перевезти отца вместе с дочерью в другое место, а затем на некоторое время оставляет Джоан наедине со Стивом. Тем временем в доме Адамса Коул и его люди получают информацию, что взрывное устройство было сконструировано в магазине Молнара. В этот момент раздаётся звонок от Хоплина, который требует передать выкуп завтра в банке в 12 часов дня. Пока Хоплин отсутствует, связываясь с Адамсом из города по телефону-автомату, Стив остаётся с Джоан наедине. Приняв несколько таблеток амфетамина, он приходит в нездоровое возбуждение, рассказывая, что сидел в тюрьме за убийство женщины, которая ему отказала, а затем начинает опасно надвигаться на испуганную Джоан. Айлин и Винс привозят Джима и Пэт в шикарный пентхаус Келли на последнем этаже небоскрёба в Квинсе, затем связываются со Стивом, чтобы подтвердить Джоан, что её муж и дочь находятся в безопасности. Стив продолжает преследовать Джоан, которую спасает лишь появление Хоплина, который бьёт Стива и отбирает у него таблетки.
На следующее утро Хоплин высаживает Джоан около банка с коробкой для получения выкупа, напоминая ей, что она должна вернуться с деньгами не позднее, чем в 1:30. В банке Джоану сразу же проводят к Адамсу и Коулу. Она рассказывает, что Джима и Пэта держат в заложниках, угрожая убить их, если она не доставит выкуп вовремя. Джоан также рассказывает, что с целью предотвращения вмешательства полиции, Хоплин заложил ещё одну бомбу в неизвестное общественное место, которое сработает в 1:45, если он не получит деньги до 1:30. Зная Хоплина лишь как Пола, который служил вместе с её мужем, Джоан даёт лишь самое общее описание его внешности и умоляет не мешать ей следовать его плану. Прежде чем уйти с деньгами, Джоан говорит, что узнала Келли по опубликованному в газете фотороботу и даёт описание Стива как наркомана, который сидел в тюрьме в Джорджии. Выйдя из банка с деньгами в коробке, Джоан переходит на другую сторону улицы и заходит в здание, из окна которого за ней тайно наблюдает Хоплин. Затем в соответствии с его инструкциями, она поднимается на лифте на восьмой этаж, выжидает минуту, после чего спускается по лестнице и выходит из здания во двор, где садится за руль автомобиля, специально подогнанного к служебному выходу в переулке. Всё это время Хоплин наблюдает в окно, не было ли за Джоан слежки. Выехав на улицу, Джоан следует чётко расписанному маршруту, включив радио на полицейской волне, по которой с помощью заранее продуманной хитрости Хоплин передаёт ей адрес дома Стива в Ривердейле, куда ей следует прибыть с деньгами. Однако в попытке обогнать грузовик, она оказывается вынужденной свернуть не на ту улицу, и в результате проезжает несколько миль не в том направлении. Джоан чрезвычайно встревожена тем, что может не успеть в дом Стива согласно расписанию. Когда время истекает, ожидающий у Стива Хоплин звонит Винсу, собираясь дать указание убить Пэт и Джима, но в этот момент Джоан всё-таки приезжает, и Хоплин всё останавливает. Тем временем криминалистам удаётся установить особенности зубов женщины по найденному в самолёте кусочку жвачки. Сделав снимок зубов и зная имя женщины, детективы, обходят нью-йоркских дантистов, подозревая, что члены банды живут в Нью-Йорке. После долгих поисков детективы находят нужного врача, где по медицинской карте устанавливают адрес Келли. Вопреки мольбам Джоан, Хоплин уезжает с деньгами, оставляя её наедине со Стивом, который становится всё более опасен. Когда Стив нападает на Джоан с ножом, она вспарывает ему живот заранее подобранным осколком стекла. Перед возвращением Хоплина Джоан прячет тело Стива, говоря, что тот ушёл за амфетамином. Она намекает, что Стив мог сбежать, однако Хоплин догадывается, что произошло на самом деле. Однако ему безразлична судьба Стива, и он просто увозит её на квартиру Винса. Убеждённый в том, что, несмотря на выплату выкупа, Хопкин всё равно убьёт его семью, Джим ищет пути любой ценой спасти жизнь Пэт. Заметив на крыше здания незапертую дверь, Джим выясняет, что она ведёт к шахте лифта, по которой с большим риском для жизни возможно спуститься вниз. Дождавшись ночи, Джим совершает побег через шахту лифта, чтобы вызвать полицию и вернуться к Пэт, однако его едва не замечает Келли, которая в тот момент возвращается из продуктового магазина. Выбравшись, наконец, из шахты лифта, Джим заходит в квартиру одного из жильцов и связывается по телефону с полицией. Когда Винс обнаруживает, что Джим сбежал, к пентхаусу уже подходит Коул с группой своих людей. В ходе короткой перестрелки они ранят Келли в руку, после чего арестовывают её и Винса. Однако во время допроса ни Келли, ни Винс долгое время отказываются сказать, где находятся Хоплин и Джоан. На следующее утро, когда Джоан требует от Хоплина подтверждения, что Джим и Пэт живы, тот звонит на квартиру Келли, где этот звонок ожидают Коул и его люди. Пока Джоан говорит с Пэт, Хоплин видит в утренней газете заголовок об аресте Винса и Келли и об освобождении Джима и Пэт, после чего выхватывает у неё трубку и пытается схватить женщину. Выскочив на кухню, Джоан плескает в лицо Хоплину кипятком из кастрюли, после чего выбегает на улицу, однако Хоплин преследует её. Через несколько кварталов Джоан спускается в метро, где успевает попросить служащего срочно вызвать полицию. Не в состоянии больше терпеть, разъярённый Джим набрасывается на Винса с ножом, под угрозой убийства получая от него адрес, где находится Хоплин и Джоан. Коул и Джим в сопровождении группы агентов быстро направляются по указанному адресу. По дороге они замечают служащего метро, и, получив от него информацию, спускаются в туннель. Хоплин продолжает погоню за Джоан по железнодорожным путям, пока та не падает от изнеможения. Приближаясь к ней, Хоплин случайно спотыкается о контактный рельс и от удара током теряет сознание и падает прямо на путях. Надвигающийся поезд давит лежащего Хоплина в то время, как подоспевшие Джим и Коул выносят Джоан из-под колёс затормозившего поезда.

## В ролях
- Джеймс Мейсон — Джим Молнер
- Ингер Стивенс — Джоан Молнер
- Род Стайгер — Пол Хоплин
- Энджи Дикинсон — Эйлин Келли
- Нэвилл Брэнд — Стив
- Кеннет Тоби — агент ФБР Фрэнк Коул
- Джек Клагмен — Винс
- Джек Крушен — агент ФБР Чарльз Поуп
- Карлтон Янг — Роджер Адамс
- Барни Филлипс — Дэн Прингл
- Харлан Уорд — Берт, оперативный сотрудник
- Терри Энн Росс — Пэтти Молнер
- Стэнли Эндрюс — старшее должностное лицо (в титрах не указан)

## Создатели фильма и исполнители главных ролей
Как написал историк кино Гленн Эриксон, «в 1950-е годы команда в составе мужа и жены Эндрю и Вирджинии Стоунов выступила в качестве авторов сценария, продюсеров и режиссёров нескольких успешных нуаровых триллеров с участием звёзд», среди которых «Шоссе 301» (1950) со Стивом Кокраном, «Стальная ловушка» (1952) и «Проект убийства» (1953) с Джозефом Коттеном, «Ночью правит террор» (1955), а также «Джулия» (1956) с участием Дорис Дэй. Как отметил Джереми Арнольд, «Стоуны добились признания благодаря высокой степени реализма и натурным съёмкам в своих захватывающих фильмах». Эриксон также обращает внимание, что в фильмах 1950-х годов Стоуны тщательно прорабатывали и показывали детали преступлений, а «почти все опасные сцены с машинами, кораблями и самолётами делались не на макетах. Самым сложным фильмом Стоунов было „Последнее путешествие“ (1960), где ради достижения правдоподобия был частично затоплен настоящий океанский лайнер». «Крик ужаса» был первым из двух фильмов Стоуна с Джеймсом Мейсоном, за которым вскоре последовал морской приключенческий триллер «Палубы стали красными» (1958).
К моменту съёмок этого фильма Джеймс Мейсон был уже звездой благодаря исполнению главных ролей в таких нуаровых триллерах и драмах, как «Выбывший из игры» (1947), «Момент безрассудства» (1949), «Пленница» (1949), «Пять пальцев» (1952), «Человек посредине» (1953) и «Больше, чем жизнь» (1956). За свою карьеру актёр трижды номинировался на Оскар за роли в фильмах «Звезда родилась» (1954), «Девушка Джорджи» (1966) и «Вердикт» (1982). Род Стайгер также уже добился известности благодаря ролям в нуаровых драмах «В порту» (1954), «Большой нож» (1955), «Тем тяжелее падение» (1956) и «Из вечности» (1956). За свою карьеру Стайгер дважды номинировался на Оскар за фильмы «В порту» и «Ростовщик» (1964) и получил эту награду за главную роль в фильме «Полуночная жара» (1967).
Как отметил Арнольд, начиная с 1954 года, Энджи Дикинсон уже сыграла в десятках телесериалов и фильмов, однако лишь её следующий фильм «Рио Браво» (1959) «поднимет её до звёздного статуса» и принесёт ей Золотой глобус как самой многообещающей актрисе. В дальнейшем Дикинсон сыграла в таких успешных криминальных триллерах, как «Убийцы» (1964), «В упор» (1967) и «Бритва» (1980), но наибольшего успеха добилась благодаря главной роли в полицейском сериале «Женщина-полицейский» (1974—1978, 91 эпизод), который принёс ей Золотой глобус в 1975 году и ещё две номинации на эту награду в 1976 и 1977 годах как лучшей актрисе в драматическом телесериале. За свою карьеру, охватившую период с 1957 по 1969 год, Ингер Стивенс сыграла в 13 художественных фильмах, среди которых наиболее успешными были фантастическая мелодрама «Мир, плоть и дьявол» (1959), романтическая комедия «Руководство для женатых» (1967), вестерны «Вздёрни их повыше» (1968), «Фейеркирк» (1968) и «Пятикарточный покер» (1968), а также криминальный триллер «Миллионы Мадигана» (1968). Однако наибольший успех Стивенс принесла главная роль в комедийном телесериале «Дочь фермера» (1963—1966, 101 эпизод), которая в 1964 году принесла актрисе Золотой глобус как лучшей актрисе на телевидении. В 1970 году 35-летняя Стивенс возрасте покончила жизнь самоубийством.

## История создания фильма
Как отметил Арнольд, «Эндрю и Вирджиния Стоун делали свои фильмы самостоятельно», вплоть до того, что «Вирджиния монтировала этот фильм в самодельной монтажной комнате во дворе их дома, однако при этом — но у них был контракт с MGM на дистрибуцию этого фильма».
По словам Арнольда, Мейсон был впечатлён тем, как Стоун выстраивает саспенс в фильме «Ночью правит террор», после чего дал согласие сыграть в этом фильме. «Изначально ему предложили сыграть роль Стайгера, но стремясь отойти от ролей плохих парней, он попросил дать ему другую главную роль». Как далее пишет киновед, «Мейсон в тот момент находился в самой низкой точке как своей карьеры, так и брака». Стоун, который во время работы над фильмом обедал с ним примерно раз в неделю, позднее вспоминал: «Он производил впечатление очень несчастного человека… Он был абсолютно искренен, может быть, немного скуп на советы, но ты всегда имел полное взаимопонимание с ним по рабочим моментам, и мог быть уверен, что он никогда тебя не подведёт. Картины, которые мы сделали вместе, могли бы быть и немного лучше, но мы были очень ограничены во времени, и Джеймс всегда был готов работать по первому зову, всегда относился к работе как настоящий профессионал».
Род Стайгер вспоминал: «Чувствовалось, что события в жизни Мейсона поедали его, и что он всё время находился в состоянии огромной эмоциональной боли, которую он отважно пытался скрыть… Внутри него что-то бурлило, и хотя он никогда этого не показывал в своей работе, это всегда чувствовалось. Он был крепким сукиным сыном, и очень живучим, но мне кажется, что он, возможно, был слишком умён для того, что ему иногда приходилось делать в кино… Возможно, что он, как и я, слишком далеко отошёл от театра, где каждый из нас провёл первое десятилетие своей карьеры, и затем уже не смог вернуться туда».
Рабочим названием этого фильма было «Контактный рельс».
Как сообщил «Голливуд репортер» в феврале 1957 года, изначально сюжет фильма строился вокруг взрывника-шантажиста, который попадает в ловушку в метро.
Многие ключевые сцены фильма снимались на натуре на улицах Нью-Йорка и даже в метро.

## Оценка фильма критикой

### Общая оценка фильма
После выхода на экраны кинообозреватель Босли Краузер критически оценил картину, написав в «Нью-Йорк Таймс», что «Эндрю и Вирджиния Стоуны сделали эту мелодраму „исключительно для забавы“ и на явно скромный бюджет». В картине «часто выкручивают руки и запугивают невинных людей бессмысленными угрозами, что выдаётся за суровый реализм», однако так это воспринимает только «та часть зрителей, которая не любит пользоваться головой». Как далее пишет Краузер, «Стоуны выстреливают события фильма в автоматном темпе и с большой экономией на всём, кроме использования разного рода клише. Прежде чем зритель успеет перевести дух, на него выбрасывают часовые бомбы, скрытных убийц, телевизионные программы, жующих бензедрин бандитов, ученых лаборатории ФБР и автопогони». Однако, по словам Краузера, «как это часто бывает в тех случаях, когда желание потрясти и ошеломить является главной целью фильма, поток событий в значительной степени попадает в паутину неправдоподобия». В частности, «почему ФБР не следит за женой вплоть до убежища, когда её посылают за деньгами? Почему она не бьёт злодея по голове бутылкой виски, когда ей представляется для этого идеальная возможность? И почему в Гринвич-Виллидж героиня забегает в метро и бежит по путям вместо того, чтобы просто завернуть в ближайший бар?» Впрочем, резюмирует Краузер, «люди в подобных недорогих мелодрамах редко совершают логичные поступки».
Современная критика была к фильму более благосклонна. В частности, Гленн Эриксон полагает, что фильм оказывает «достаточно сильное воздействие благодаря своей реалистичности и невыносимому саспенсу, но сегодня его привлекательность заключается главным образом в мощнейшем актёрском составе. При этом, никто из актёров не использует здесь весь свой потенциал, а сведение персонажей к хорошо известным типажам немного снижает воздействие фильма. Однако, как и большинство фильмов Стоунов, эта лента очень хорошо смотрится». Как далее пишет Эриксон, наиболее точно этот фильм можно охарактеризовать словами «эффективность», а также «реалистичность благодаря тому, что он снимался на натуре», и вообще «картина сделана впечатляюще для 1958 года». Брюс Эдер считает, что «в качестве триллера фильм хорошо смотрится и пятьдесят лет спустя — у него напряжённый саспенс, когда многое происходит в последнее мгновение, хороший темп повествования, и абсолютно убедительная игра исполнителей главных ролей». При этом, по мнению киноведа, в продолжительной сцене, где героиня Стивенс вынуждена выполнять план похитителя, «слишком много используется закадровое повествование. Если его сократить, а также сбавить интенсивность в игре актрисы, тогда эта „красивая и напряжённая гонка со временем на машине по городу сработала бы лучше“». Арнольд назвал «Крик ужаса» типичным фильмом Стоунов, который, как и многие другие, «использовал документальный стиль для выстраивания напряжённой истории о семье, которая оказалась в руках заложников». Спенсер Селби высоко оценил «хорошие натурные съёмки в Нью-Йорке и саспенс» в этой картине, а Майкл Кини указал на «неправдоподобный сюжет и плаксивую игру Стивенс», при этом отметив, что «саспенс не отпускает вплоть до захватывающей кульминации в не предвещающем ничего хорошего туннеле нью-йоркского метро». Деннис Шварц назвал картину «непродуманной попыткой создания реалистического триллера о безумном подрывнике, который вымогает деньги с помощью террористической угрозы. В фильме слишком много неубедительных событий, и всё это разваливается в кульминационной истеричной сцене преследования в метро, которая не дотягивает до уровня голливудской мелодрамы». Кроме того, по мнению Шварца, «истории не хватает напряжённости, которую необходимо поддерживать на всём протяжении фильма, и в ней слишком много совпадений и надуманных сюжетных ходов».

### Некоторые особенности сценария и постановки картины
По мнению Эдера, «Стоун превзошёл самого себя в стремлении к реализму во время съёмок этого фильма, который он снял полностью в Нью-Йорке — от Бронкса до Гринвич-Виллидж. Кроме того, что он успешно использовал уникальную географию и транспортную систему города, включая уникальную схему расположения улиц в Гринвич-Виллидж, а также туннель подземной железнодорожной дороги PATH».
По словам Эриксона, сценарий Эндрю Стоуна заслуживает похвалы за то, что он не опирается на невероятные совпадения", но саспенс распадается на отдельные фрагменты. В частности, «когда герой Мейсона сталкивается с проблемой (такой, как сбежать по шахте лифта), то на несколько минут это становится самостоятельной драмой». То же самое происходит, когда «Стивенс, уже запуганная угрозами в отношении дочери (и мерзкими приставаниями бандита и насильника в исполнении [[Нэвилла Брэнда]]) впадает в панику, когда из-за проблем на дороге она едва не опаздывает вернуться согласно тщательно просчитанному графику поездки за выкупом».
Эриксон также отмечает, что фильм затрагивает и некоторые провокационные темы, которые «вряд ли допустили бы на экран пятью годами ранее, в частности, когда жизнь ребёнка оказывается в реальной опасности (ранее, как правило, всё ограничивалось лишь угрозами)», а также, когда на героиню Стивенс дважды «набрасывается с сексуальными домогательствами персонаж Нэвилла, в одной из сцен разрывая на ней верхнюю часть платья и припечатывая к стене».
При этом критик полагает, что «фильм допускает почти роковую ошибку, практически убивая саспенс, когда герои Стивенс и Мейсона вынуждены действовать изолированно друг от друга». Так, когда после получения выкупа героиня Стивенс садится в машину, «неожиданно вступает её закадровый голос, который рассказывает нам, зачем она делает то, что делает, и что она по этому поводу думает», и у зрителя отпадает необходимость следить за действием. То же самое происходит, когда Джим в одиночестве ищет пути побега из квартиры-тюрьмы в пентхаусе. В обоих случаях «закадровый рассказ разрушает атмосферу картины». Как предполагает Эриксон, видимо, «либо сами создатели фильма, либо кто-либо на MGM решил, что аудитория слишком глупа или слишком невнимательна, чтобы смотреть продолжительные сцены саспенса без сопроводительного текста, объясняющего зрителю, что происходит». Далее критик пишет: «Ещё хуже то, что закадровый голос — это не голос от первого лица, который выдаёт поток сознания, а утверждения, которые делаются в прошедшем времени. Это подразумевает, что оба героя говорят из будущего, когда всё уже разрешилось, и они могут спокойно разобраться со своими мыслями. Другими словами, это служит доказательством того, что они не умрут. Эти сцены развеивают психологическое напряжение фильма».
Эриксон также обращает внимание на то, что «федеральные агенты проводят слишком много времени за обсуждением моральной стороны дела», что выглядит нереалистично, учитывая крайне сжатые сроки проведения расследования. Кроме того, современная публика от души посмеётся, когда руководитель авиакомпании отвергнет все возражения против выплаты миллионов неизвестному шантажисту со словами: «Жизни ребёнка угрожает опасность!». И, наконец, «кульминация картины происходит в месте, которое выглядит как настоящий туннель метро». Как отмечает Эриксон, «эта реалистичная сцена в своё время была подвергнута резкой критике за то, что молодые хулиганы могли бы увидеть в ней образец для подражания и своих преступных забав».

### Оценка актёрской игры
Краузер критически заметил, что Джеймс Мейсон, Ингер Стивенс и Терри Энн Росс «в качестве похищенных родителей и дочери демонстрируют свой ужас, не меняя одежду и выражения лиц вплоть до конца фильма», Род Стайгер в роли «главаря банды шантажистов квакает и ухмыляется, как старая жаба», а Нэвилл Брэнд, Энджи Дикинсон и Джек Клагмен создают «образы разного рода необузданных злодеев».
С другой стороны, как полагает Гленн Эриксон, многие «недостатки фильма компенсирует отличный актёрский состав». В частности, «смотреть на Мейсона всегда доставляет наслаждение, даже когда проблема, стоящая перед его персонажем, намного проще, чем та, с которой он столкнулся в фильме „Больше, чем жизнь“. Если честно, Мейсон не самая лучшая кандидатура на роль „обычного парня“, хотя бы потому, что он способен на большее, когда играет более интересных персонажей. От актёра исходит столько врождённого интеллекта, что зрителю трудно поверить в то, что его персонажа могли обманным путём уговорить сделать бомбу».
Что касается Рода Стайгера, то он «получает, наверное, больше всех экранного времени, и играет хорошо, приспосабливая свои таланты к созданию образа мерзкого, но харизматичного плохого парня. Его сообщники очень верят в его способность довести дело до конца. Их личности прописаны неглубоко, но актёры наполняют их плотью». В частности, «слабак в исполнении Джека Клагмена хочет получить большие деньги, но противится тому, чтобы убивать женщин и детей (надо сказать, что он был странным выбором на члена банды, который должен сторожить и убить заложников)». В свою очередь, Нэвилл Брэнд «играет точно свой тип, доводя до блеска образ психически отсталого бандита, который он успешно создал в таких фильмах, как „Мёртв по прибытии“. Здесь также присутствует налёт слабоумия — персонаж Брэнда подсажен на амфетамин и погружается в убедительный хищный транс, когда остаётся наедине с героиней Стивенс».
Однако, по мнению Эриксона, «никогда подбор актёров не обещал так много и не разочаровал так сильно, как в случае с Энджи Дикинсон. С самого начала видно, почему эта женщина возбуждала директоров по кастингу. Первое же появление на экране стало её лучшей сценой в картине». Сразу понятно, что она «умная ловушка для мужчин, которая боготворит криминальный гений своего босса». И, кроме того, она очень сексуальна, что «передаётся самим её присутствием и манерой держаться. Однако в фильме её мало, ей достаётся только опекать заложников вместе с совершенно асексуальным персонажем Клагмена». К сожалению, «персонаж Дикинсон не получает никакого развития. Её плохая девушка и хорошая мама Стивенс — обе энергичные и целеустремлённые женщины, и их столкновение, например, за жизнь ребёнка могло бы стать весьма впечатляющим».
Кини обращает внимание на игру некоторых актёров второго плана. В частности, «Брэнд выдаёт первоклассную игру в качестве психопатического, глотающего колёса насильника. Дикинсон потрясающа в роли сексуальной девицы, которая, не задумываясь, в критический момент угрожает четырёхлетней дочери Мейсона ножом, а Тоби играет агента ФБР, который ведёт расследование». По мнению Эдера, «все исполнители главных ролей смотрятся убедительно, только переигрывание Клагменом портит одну сцену, в то время как Стайгеру удаётся удерживать свою тягу к переигрыванию под контролем, что делает его персонаж ещё страшнее. Сдержанная манера Брэнда также делает его персонаж убедительно ужасающим и мерзким».